# 預流
預流（よる、巴: sotāpanna ソーターパンナ, 梵: srotāpanna スローターパンナ, स्रोत आपन्न、音写：須陀洹〈しゅだおん〉)とは、仏教において聖者の流れに入った者であり 、法（ダルマ）を聞いて三結を絶った者である。四向四果の最初の段階。
預流（sotāpanna）とは「流れ（sota）に入った者（āpanna）」という意味であり、八正道を川、涅槃をたどり着く広大な海として喩えたものである 。
預流果に達すると退転することなく、最大でも7回人間界と天界を往来するだけで悟りに達する。
預流果の前段階には、法随行（dhammānusārī; 随法行）と信随行（saddhānusārī; 随信行）の2つが七聖者の一つとして示されている。

## 原始仏教
原始仏教では、有身見（うしんけん）、戒禁取見（かいごんじゅけん）、疑の、三結を断じた者が得る位であった。

Evametaṃ bhikkhave sammā sīhanādaṃ nadatha. Katamo ca bhikkhave samaṇo? 

Idha bhikkhave bhikkhu tiṇṇaṃ saṃyojanānaṃ parikkhayā sotāpanno hoti avinipātadhammo niyato sambodhiparāyaṇo. Ayaṃ bhikkhave samaṇo.
比丘たちよ、以下のように正しく獅子吼しなさい。比丘たちよ、いかなるものが第一の沙門なのか。

比丘たちよ、ここに比丘がいて、三結の滅尽によって預流となり、真理から堕ちない法を有するもの、正覚への至りが決定している、
比丘たちよ、これが第一の沙門である。
—パーリ仏典, 増支部四集 241,沙門経 Samaṇasuttaṃ, Sri Lanka Tripitaka Project
1. 有身見 - 五蘊を我とみなす見解（diṭṭhi）が捨て去られる。
2. 戒禁取見 - 何も考えず儀礼をこなしたり、単純な道徳に固執したり、神頼みによって清浄になるという考えの根絶。
3. 疑 - 釈迦、釈迦の教え（ダルマ）、比丘の共同体（サンガ）、これら三宝への疑いが根絶される。

### 四預流支
四預流支とは、預流果に至るまでの4ステップのこと。キーターギリ経などに説かれる。

Cattāro me bhikkhave, dhammā bhāvitā bahulīkatā sotāpatti phalasacchikiriyāya saṃvattanti. Katame cattāro:

sappurisasaṃsevo saddhammasavanaṃ yonisomanasikāro dhammānudhammapaṭipatti. 

Ime kho bhikkhave, cattāro dhammā bhāvitā bahulīkatā sotāpattiphalasacchikiriyāya saṃvattantīti.

比丘たちよ、これら四つの法が修習され多修されると、預流果の実証に転じる。いかなる四か。

善人親近、正法聴聞、如理作意、法随法の実践である。

比丘たちよ、これら四つの法が修習され多修されると、預流果の実証に転じる。
—パーリ仏典, 相応部預流相応 大慧品, Sri Lanka Tripitaka Project
1. 善士親近 (Sappurisa-Samseva) - 善き師匠に近づいて、敬い仕える[11]。
2. 正法聴聞 (Saddhamma-Savana) - 師の教えに耳を傾けて法を聞き、記憶する[11]。
3. 如理作意 (Yoniso-manasikāra) - 教わって記憶した、法の意義を考察して理解する[11]。
4. 法随法行 (Dhammānudhamma-ppaṭipatti) - 理解した教えを実践する[11]。

## 部派仏教
倶舎論では、見道において見惑の八十八随眠（ずいめん）煩悩を断った者が得るとしている。

## 預流果
預流果に達すると、四悪趣に堕ちなくなり、六重罪を犯すことができなくなる 。

Ye ariyasaccāni vibhāvayanti Gambhīrapaññena sudesitāni

Kiñcāpi te honti bhusappamattā Na te bhavaṃ aṭṭhamaṃ ādiyanti,
深き智慧により正しく説かれたる（四）聖諦を実践する者たち（預流者）は、

たとい（後に）大いに放逸になろうとも、八回目の（転）生を引き寄せること有らず。
Sahāvassa dassanasampadāya Tayassu dhammā jahitā bhavanti,

Sakkāyadiṭṭhi vicikicchitañca Sīlabbataṃ vāpi yadatthi kiñci,

Catūhapāyehi ca vippamutto Cha cābhiṭhānāni abhabbo kātuṃ

知見（四聖諦の明知）の成就と共に、以下の三つのもの（煩悩）は捨て去られたことになる。

有身見、疑、あらゆる戒禁取なり。

また四悪趣に陥ることを離脱し、六重罪をなすことはあたわず。
—パーリ仏典, スッタニパータ 宝経 第九偈, Sri Lanka Tripitaka Project 
- 四悪趣（四悪道、四趣）
  1. 地獄界（Naraka）
  2. 畜生界（tiracchāna yoni）
  3. 阿修羅界（asura）
  4. 餓鬼界（pettivisaya）
- 六重罪
  1. 如来に怪我させること。
  2. 母親を殺すこと。
  3. 父親を殺すこと。
  4. 阿羅漢を殺すこと。
  5. サンガを分裂させること。
  6. 決定邪見に陥ること。アージーヴィカ教など、因果法則を否定する邪見。

### 四預流果支
四預流果支とは、既に預流果に至っている者が備えている、4つの特徴のこと。

Catūhi bhikkhave, dhammehi samannāgato ariyasāvako sotāpanno hoti avinipātadhammo niyato sambodhiparāyano. 

比丘たちよ、以下の四つを具足した聖なる弟子は預流者である。悪趣に堕ちることがなくなり、悟りを得て正覚へ至る事が決定している。
—パーリ仏典,  相応部預流相応 有慧品, Sri Lanka Tripitaka Project
- 仏陀に対して完璧な信頼を具備している[11]。
- 法に対して完璧な信頼を具備している[11]。
- 僧伽に対して完璧な信頼を具備している[11]。
- 聖者らが楽しんでいる、禅定に導く戒を具えている[11]。

## 抜粋
地上における一国の王になることよりも、天上に至ることよりも、この世界の君主になることよりも、預流果のほうが優れている。
—ダンマパダ, 178